# Mario Pereyra
Mario Pereyra (Santa Fe, Santa Fe, Argentina; 1 de diciembre de 1964)  es un cantante de cumbia argentino. Es uno de los principales referentes de la cumbia santafesina.

## Carrera
Nació  en el barrio centenario de la ciudad de Santa Fe. A los cinco años desembarcó en Adelina Oeste de Santo Tomé. Su infancia la compartió con sus seis hermanos y junto a sus padre Aurelio Pereyra y su madre Irma Gómez. Terminó la primaria en 140, Marcelino Martínez, después trabajó de peón de albañil, pintor y plomero; así fui aprendiendo varios oficios. De hecho, con 15 años ya era el encargado de mantenimiento del Motel Mindanao. Dueño de una voz grave característica comenzó a cantar a los 14 años en el Grupo Vibración. Su carrera continuó participando en varios grupos más como Amanecer tropical y Los del Mar.
En 1987 fue convocado a integrar el grupo Los del Palmar con quien grabó su primer disco. Integró por doce años esa agrupación desde 1987 hasta 1999 donde grabó 9 discos.
En 1999 se lanza como solista con Mario Pereyra y su banda, compuesto con los músicos Oscar Vasilak en acordeón, Mariano Salvatelli en teclados, Darío Pereyra en bajo, Aníbal Salteño en timbaletas, Pablo Track en Güiro y Héctor Gamarra en Bongo.  En el año 2000 editó su primer disco solista  llamado El aguante. Con este grupo interpretó los exitosos temas de Los Del Palmar Hasta el sol de hoy, Dile tú, Leña seca, Vagabundo, Golpe con golpe, Un vaso de cerveza, Tús labios, tú piel, A tu lado ya no estaré, Embustera, Ya me voy, María José, Forastera, entre muchos otros. Además de imponer canciones como Pecadora, El Embrujo, Conciencia, etc.
En abril de 2001, grabó su segundo material y en vivo, llamado El Aguante Continúa, en el estadio cubierto del Club Atlético Unión de la ciudad de Santa Fe, ante 7000 personas.
Pereyra es uno de los grandes referentes de la cumbia santafesina junto a Los Palmeras, Sergio Torres, Grupo Cali, Coty Hernández, Grupo Alegría, Los del Fuego, entre muchos otros.
En febrero de 2020 junto al cantante Marcos Castelló le rindieron un homenaje al fallecido Juan Carlos Mascheroni donde interpretaron algunos temas suyos.

### Movistar Arena
En el mes de diciembre, se presentó junto a la Gente de Un Poco de Ruido, en el mítico estadio con más de 20 mil personas, fue el artista mas aclamado.

## Vida privada
En octubre de 2019 se casó civilmente con su novia María Soledad en Sauce Viejo, de la provincia de Santa Fe, con quien tuvo a su hija Thamira.

## Discografía
| Año  | Disco                                 | Sello discográfico |
| ---- | ------------------------------------- | ------------------ |
| 1988 | Ritmo del palmar                      | CBS                |
| 1989 | De Santa Fe amor                      | CBS                |
| 1990 | Dulce cariñito                        | CBS                |
| 1991 | Sensación tropical                    | CBS                |
| 1992 | A toda máquina                        | Sony Music         |
| 1994 | Bien bailable                         | Clan Music         |
| 1994 | Los éxitos 94 Clan Music (compilado)  | Clan Music         |
| 1995 | Una copa más                          | Clan Music         |
| 1996 | Los 5 grandes de Santa Fe (compilado) | Clan Music         |
| 1997 | Leña seca                             | Clan Music         |
| 1999 | La revancha                           | Universal          |

| Año  | Disco                           | Sello discográfico |
| ---- | ------------------------------- | ------------------ |
| 2000 | El aguante                      | Colo Music         |
| 2001 | El aguante continúa...          | Colo Music         |
| 2002 | Vamos si queres                 | Colo Music         |
| 2002 | Pecadora                        | Colo Music         |
| 2003 | Vivo                            | Colo Music         |
| 2004 | Conciencia                      | Colo Music         |
| 2005 | Fiesta santafesina (compilado)  | Barca              |
| 2005 | Vamos X más                     | M&E Producciones   |
| 2006 | Voy a tomar mi lugar            | M&E Producciones   |
| 2007 | El embrujo                      | M&E Producciones   |
| 2008 | Una fuerte locura               | M&E Producciones   |
| 2010 | Porque el aguante es más fuerte | M&E Producciones   |
| 2012 | Un ancho de espada              | M&E Producciones   |

#### Colaboraciones
| - 2002: Me la robaste (Cumbia Libre - A full) - 2006: Enganchados: Sólo heridas / Partiré / Sólo una niña / Eres mi canción (Zandunga - 10 Años) - 2007: La tienes que olvidar (La Plena - Ritmo y sentimiento) - 2008: Vuela alto (La 4-40) - Si le robas a un ladrón (La Mancha - Ya no puedo olvidarme) - 2009: Salsipuedes (Los Lirios de Santa Fe - 25 Años) - 2011: Nemecio / Cicatrices (Grupo Cali - De gala en vivo) - 2013: Es un recuerdo (Los Elegidos de Ibicuy - Compartiendo música) - 2014: El avispero «Enganchados» (Identidad Santafesina - La historia 1.ª parte) - Bailando (Carlitos Luques y El Sube Sube - Cómplices) - Su hija me gusta (La Sabrosura - Con estilo) - 2015: Chiqui-chá / El gallo y la pata / Si te vas de mi (Los Saraluceños - Seguimos andando) - No sirve si no estás (Julio Bertuni y su Banda) - Eres presumida (Los Tekilas - 30 Años) - 2016: El barquito (El Golpe de Santa Fe) - Noche estrellada / No pidas perdón / Me alejé para no verte «Versión chamamé» (Maxi Morelli - Nadie es profeta en su tierra) - Dile tú (La Plena - Versátiles) - 2017: No a tus besos, no a tu amor «Enganchados» (Combinación Perfecta - Evolución) - Vivo pensando en ti (Los Originales de Santa Fe) - Yo también (Topo Pereyra - Tu compañía musical vol. 3) - 2018: Melodías de Dios (Lucas Grecco - Motivos) - Enfermera «Enganchados» (Grupo Cali - Diferentes) - Enganchados: Mil noches / Chica caprichosa (Sergio Ariel y Mi Cumbia - Inéditos santafesinos vol. 6) - Me emborracharé (En Klave) - Eres mi canción (acústico) (La Contra) | - 2019: Dile tú (Sergio Torres - Inolvidable) - Jurabas tú / Entre el cielo vos y yo (Marcos Castelló - Y amigos) - 2020: Dile (Ezequiel El Brujo) - 2021: Señal de vida (Gonzalo Villarino) - Tengo algo que decirte (Combustión Interna) - Juanita bonita (Grupo Alegría de Santa Fe) - 2022: Niña no llores (Grupo Alegría de Santa Fe) - Teléfono (Juan José Piedrabuena) - 2023: Mujer de la calle (Ezequiel El Brujo) - El cascabel / Tres noches / Te he prometido (con Huguito Flores el Super) (Leandro Gutierrez y su Conjunto) - Hasta que llegue el lunes (Sergio Moran y su Banda) - Conciencia (Gerardo y La Sonora) - Yo pescador (Fredy y Los Nobles) - Basta (Lucho Band) |